# Бекай, Висар
Висар Бекай (алб. Visar Bekaj; 24 мая 1997 года, Приштина) — косоварский футболист, вратарь албанского клуба «Тирана» и сборной Косова.

## Клубная карьера
Висар Бекай начал заниматься футболом в приштинском клубе «Рамиз Садику», в 2013 году он присоединился к команде «Приштина», за которую и дебютировал на профессиональном уровне.

## Карьера в сборной
13 ноября 2015 года Висар Бекай дебютировал за сборную Косова в товарищеском матче против сборной Албании, заменив на 89-й минуте вратаря Самира Уйкани. Стал обладателем Кубка и Суперкубка Косова.

## Статистика выступлений

### В сборной
| Матчи и голы Висара Бекая за сборную Косова | Матчи и голы Висара Бекая за сборную Косова | Матчи и голы Висара Бекая за сборную Косова | Матчи и голы Висара Бекая за сборную Косова | Матчи и голы Висара Бекая за сборную Косова | Матчи и голы Висара Бекая за сборную Косова | Матчи и голы Висара Бекая за сборную Косова |
| №                                           | Дата                                        | Место проведения                            | Соперник                                    | Счёт                                        | Пропущенные голы                            | Соревнование                                |
| ------------------------------------------- | ------------------------------------------- | ------------------------------------------- | ------------------------------------------- | ------------------------------------------- | ------------------------------------------- | ------------------------------------------- |
| 1                                           | 13 ноября 2015                              | Городской стадион, Приштина                 | Албания                                     | 2:2                                         | 0                                           | Товарищеский матч                           |

Итого: 1 матч / 0 голов; eu-football.info.